# Marina Tucaković
Marina Tucaković (Belgrado, 4 november 1953 – aldaar, 19 september 2021) was een Servisch songwriter. Ze werkte aan muziek van tal van Joegoslavische artiesten, zoals sinds 2010 ook aan verschillende inzendingen voor het Eurovisiesongfestival. Het grootste succes had ze met Zora je, een nummer waarvan de vertaling in Sailin' home (1987) een grote hit werd voor Piet Veerman.

## Biografie
Tucaković schreef sinds het eind van de jaren zeventig tot en met de jaren tien van de 21e eeuw voor diverse artiesten uit eigen land en sinds het uiteenvallen ook voor artiesten uit andere voormalige Joegoslavische republieken. Haar werk werd opgenomen door artiesten als Generacija 5, Divlje jagode, Zdravko Čolić, Bulevar. Ceca, Jelena Karleuša, Toše Proeski, Ana Nikolić, Seka, Lepa Brena, Goga Sekulić, Severina Vučković, Milan Stanković, Nataša Bekvalac, Željko Joksimović, Denial Ahmetović en Boki 13.
In de jaren zeventig schreef ze samen met Đorđe Novković het nummer Zora je dat het grootste succes uit haar schrijversloopbaan zou worden. In Joegoslavië werd het uitgebracht door Neda Ukraden. De vertaling ervan naar het Engels door Alan Parfitt in Sailin' home werd de grootste hit van Piet Veerman als soloartiest. Het belandde op nummer 1 in Nederland en België en op nummer 4 in Oostenrijk. Het was eveneens de best verkochte single van Nederland in 1987. Ook verschenen er nog een Duitse versie van Piet Veerman (Jung und frei) en van Kristina Bach (Irgendwann... Hand in Hand) en een Nederlandse versie van Marleen (Ik geloof).
Sinds 2010 is ze geregeld betrokken bij composities voor het Eurovisiesongfestival. Samen met anderen schreef ze mee aan de inzendingen voor Servië van Milan Stanković (2010), Željko Joksimović (2012) en Moje 3 (2013). Joksimović eindigde het hoogst met een derde plaats. In 2015 schreef ze mee aan het nummer Adio van Knez voor Montenegro dat de dertiende plaats in de finale behaalde.
Tucaković overleed op 67-jarige leeftijd aan de gevolgen van borstkanker.
- Bibliothèque nationale de France: cb16696319k (data)
- International Standard Name Identifier: 0000 0004 1641 8540
- MusicBrainz: 702dac2d-2d21-47bc-bb4b-ac632c04984d
- Virtual International Authority File: 304925688